# Pedro Versiani
Pedro Versiani é um distrito do município brasileiro de Teófilo Otoni, no interior do estado de Minas Gerais. Segundo o censo demográfico de 2022, realizado pelo Instituto Brasileiro de Geografia e Estatística (IBGE), sua população era de 3 031 habitantes e havia 1 121 domicílios particulares permanentes ocupados. Possui área de 487 km² conforme a Fundação João Pinheiro (FJP). Foi criado pela lei estadual nº 336 de 27 de dezembro de 1948.
De acordo com o IBGE, em 2010 a população era de 3 234 habitantes e havia 1 209 domicílios particulares.